# Суверен
Суверен (от френски: souverain – „висш“, „върховен“) е лице, на което, без каквито и да е ограничителни условия и в течение на неопределен срок, напълно принадлежи върховната, висша власт в държавата. Значението се препокрива с това на термина самодържец.
Терминът е въведен в обращение в науката с неговото съвременно значение от основоположника на теорията за държавния суверенитет, френския юрист, политик и философ Жан Боден.
Често „суверен“ се превежда като „монарх“, „господар“ или „владетел“, обаче носител на върховната власт в една държава може да е не само един човек (такава държава Жан Боден нарича монархия), но също и група лица или даже мнозинството от населението на страната (аристокрация и демокрация, съответно – според терминологията на Ж. Боден).